# Sisana
Sisana es una ciudad de la India en el distrito de Sonipat, estado de Haryana. También conocida como Susana. Principalmente habitada por el clan Dahieh de los Jats.

## Geografía
Se encuentra a una altitud de 227 m s. n. m. a 242 km de la capital estatal, Chandigarh, en la zona horaria UTC +5:30.

## Demografía
Según estimación 2011 contaba con una población de 13 037 habitantes.